# Korb (Behälter)

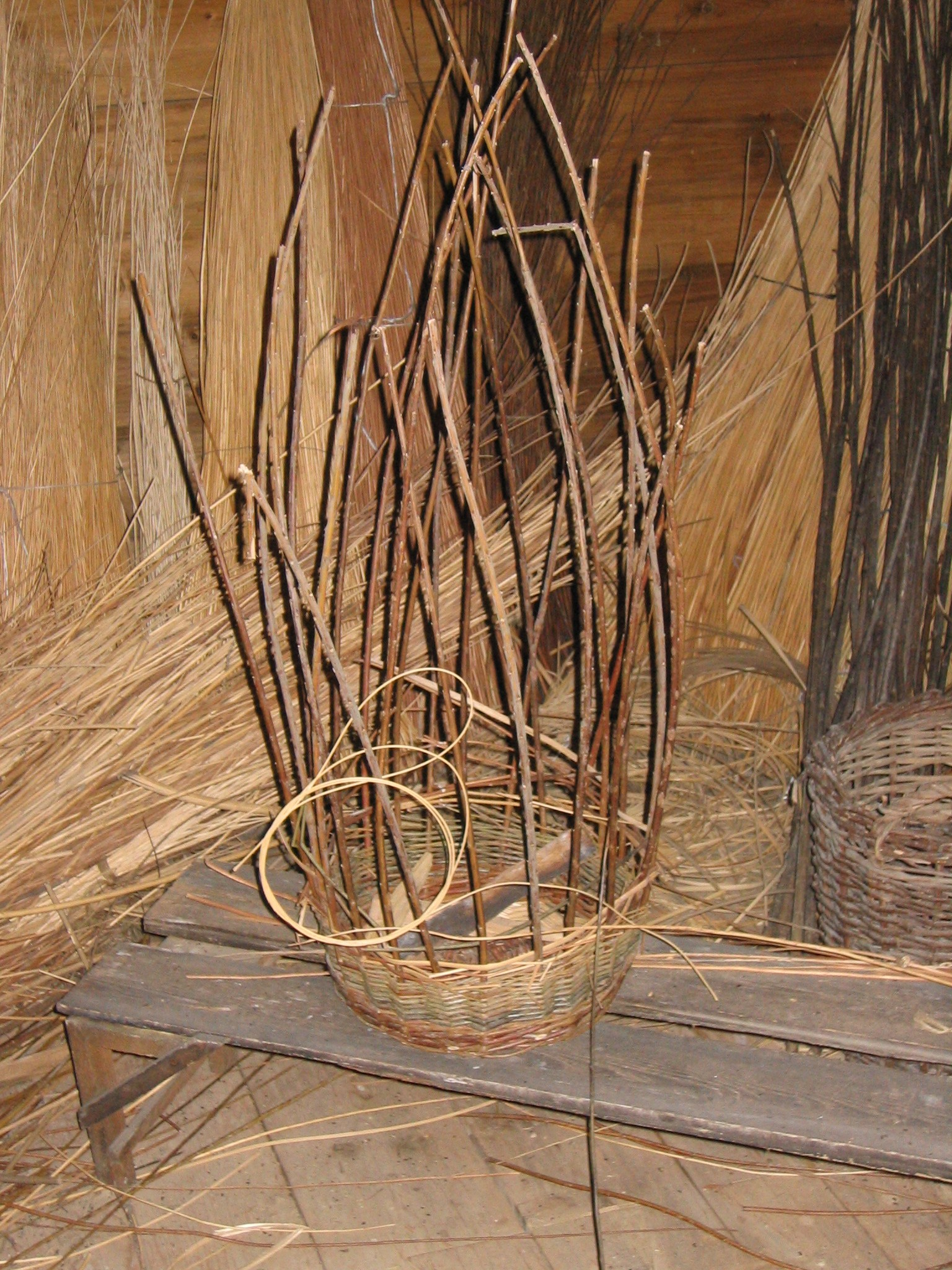
Korbflechten

Ein Korb (landschaftlich ostmitteldeutsch Kober, für den großen zweigriffigen Korb schweizerisch regional Zaine oder Zeine) ist ein geflochtener Behälter, meist aus hölzernem, biegsamem Material, zum Transport und Lagern von Lasten oder Material. Korbwaren ist der Sammelbegriff für Güter, die durch das Korbflechten produziert werden.

## Material
Körbe oder Korbwaren sind Geflechte aus Ruten, Zweigen, gespaltenem Holz, Baumrinde, Rattan, Bambus, Esparto (Esparto- und Halfagras), Schilf oder Palmenblattrippen. Das gewöhnlichste Material zum Korbflechten sind Weidenzweige von speziell zu diesem Zweck angepflanzten Korbweiden.
Während der Wikingerzeit nutzten die Wikinger als Ausgangsmaterial auch die Barten erlegter Bartenwale, um Körbe daraus zu flechten.
Als Körbe werden mittlerweile auch Behälter aus Kunststoff oder Drahtgeflecht bezeichnet, wenn sie in Form oder Funktion an Korbwaren erinnern.

## Korbflechten

### Das Arbeitsmaterial

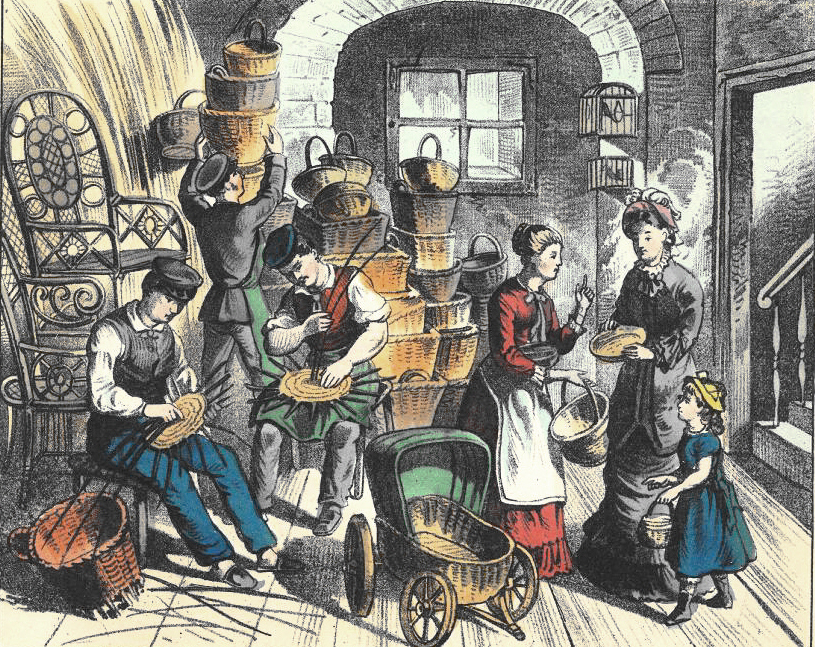
Der Korbmacher (aus Was willst du werden, um 1880)

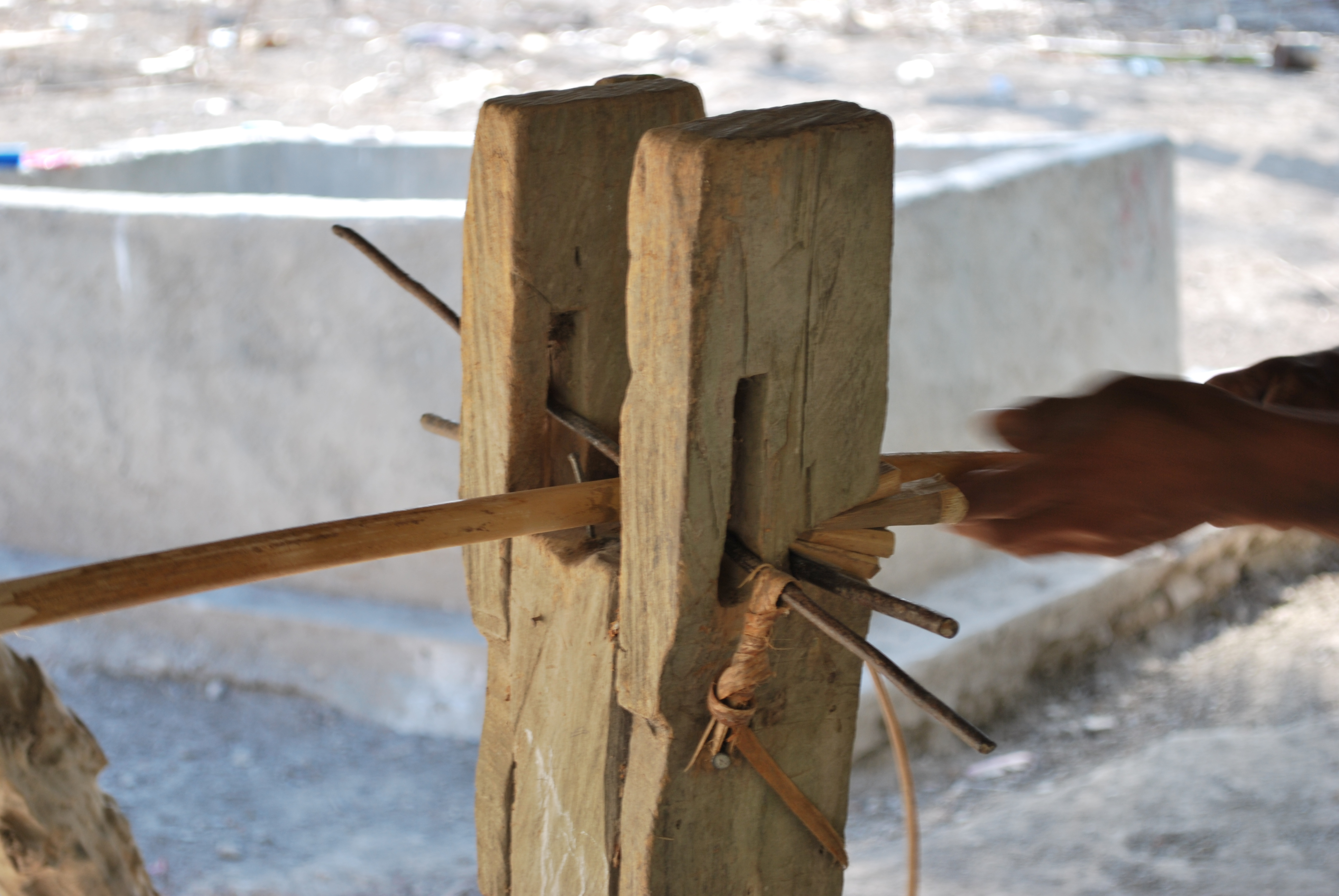
Korbmacherhobel in Osttimor

Die einjährigen Weidenschößlinge, die geschält oder ungeschält (dann aber nur für große Körbe) verarbeitet werden, werden jährlich in einer Höhe von 1 bis 1,5 m geschnitten.
Will man sie schälen, so zieht man sie im frischen Zustand durch eine elastische hölzerne oder eiserne Zange (Klemme) und löst dann die geplatzte Rinde ab. Nach dem Schälen werden die Ruten an der Luft und Sonne möglichst schnell getrocknet, damit sie ihre weiße Farbe beibehalten. Durch Einlegen in Wasser erhalten sie ihre ursprüngliche Biegsamkeit wieder und sind dann zum Flechten bereit. Zumindest zur Hauptzeit der Korbartikel war das Material in vielen Qualitäten und Preisunterschieden im Handel. Es kann gewaschenes oder ungewaschenes Rohr verwendet werden, das gewaschene gibt dem Produkt ein gefälligeres Aussehen.
Zu ganz feinen Arbeiten spaltet man die Ruten in drei oder vier Schienen. Dies geschieht mit dem Reißer (auch Klöber), einem etwas kegelförmig gedrechselten Stück harten Holzes, welches von der Mitte bis an das obere dünne Ende so ausgeschnitten ist, dass es drei oder vier keilförmige, wie Strahlen von einem Mittelpunkt auslaufende Schneiden bildet. Die Rute wird am dicken Ende mit dem Schnitzer eingeschnitten, der Reißer so auf die Rute gesetzt, dass seine Keile in die Schnitte eintreten, und bis an das andre Ende fortgeschoben. Zur Verwandlung der dreiseitigen Spaltstücke in glatte Schienen zieht man sie wiederholt durch den Korbmacherhobel und dann durch den Schmaler, um die Seitenkanten zu beschneiden und alle Schienen gleich breit zu machen.

### Flechttechniken

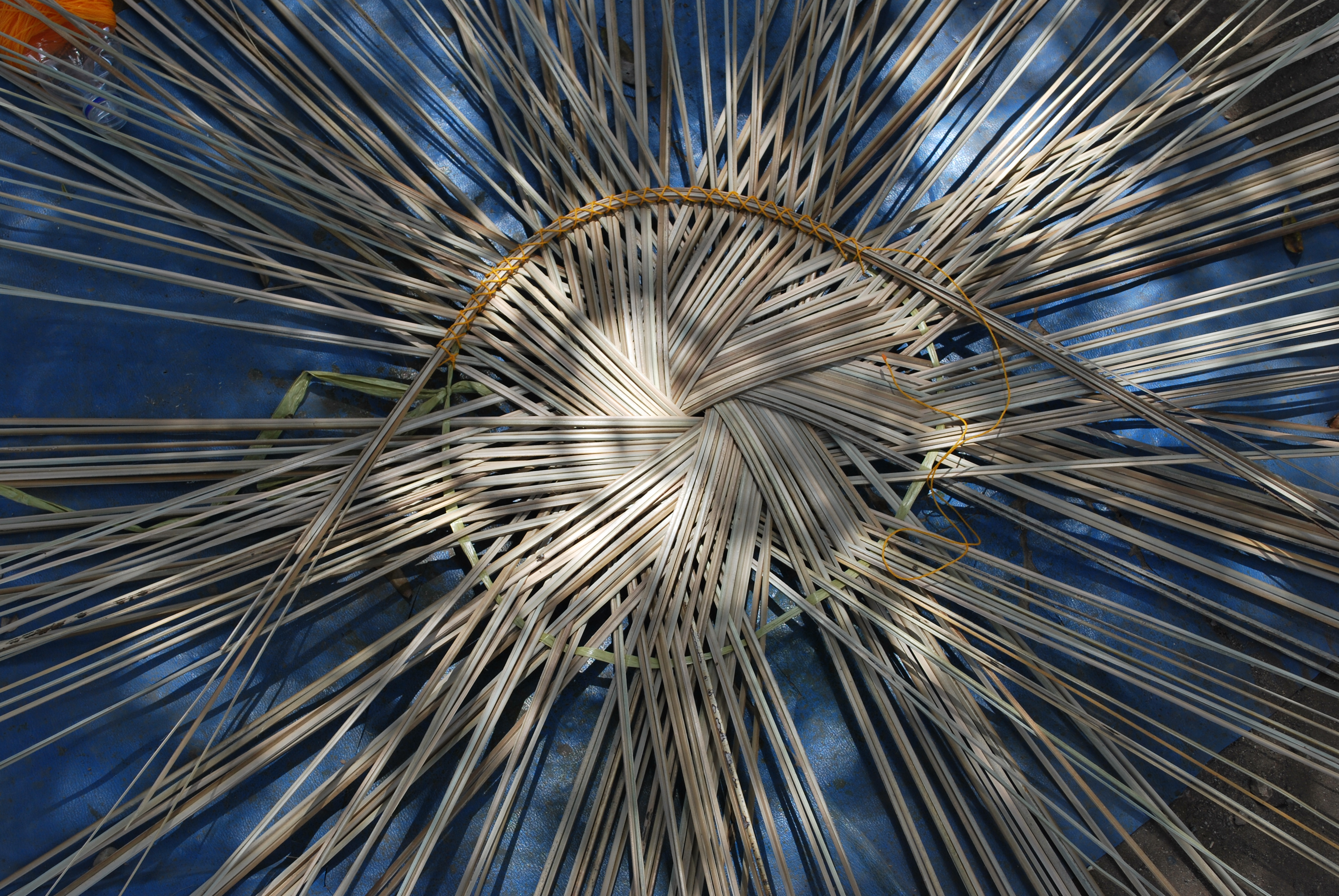
Grundlage

Weltweit kommen je nach Region verschiedene Flechttechniken zum Einsatz. Vorwiegend in ländlichen Regionen Europas sind Schwingen (auch Rahmenkörbe genannt) verbreitet. Für diese Korbart wird ein Rahmen aus Weiden gebaut, welcher anschließend ausgeflochten wird.
Im Unterschied dazu wird bei der Stakenkorbflechterei zuerst der Boden des Korbes geflochten und dann die Seitenwände. Dies geschieht auf einem einfachen Gestell, der Maschine, auf welcher der Boden befestigt wird. Der Boden wird aufgestakt. Die Staken bilden das Gerüst für die Korbwand, sie werden ausgeflochten und schließlich zu dem Rand des Korbes verarbeitet.
Eckige Körbe werden über hölzernen Formen geflochten. Verbreitet ist auch die Fabrikation der Spankörbe aus bandartigem, gespaltenem Fichtenholz und der Kokskörbe aus berindetem Fichtenholz und Weidenruten. Die feineren Körbe werden gebleicht, lackiert, gefärbt, früher auch häufig bronziert oder vergoldet.

Anfertigung
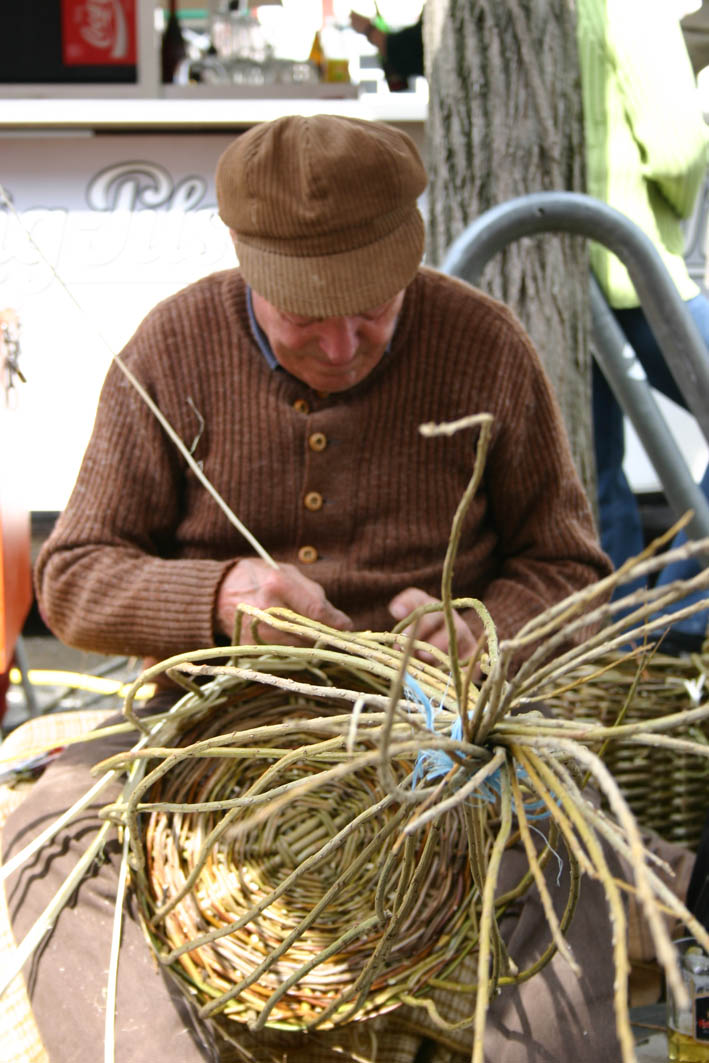
Ein Korbflechter bei der Arbeit
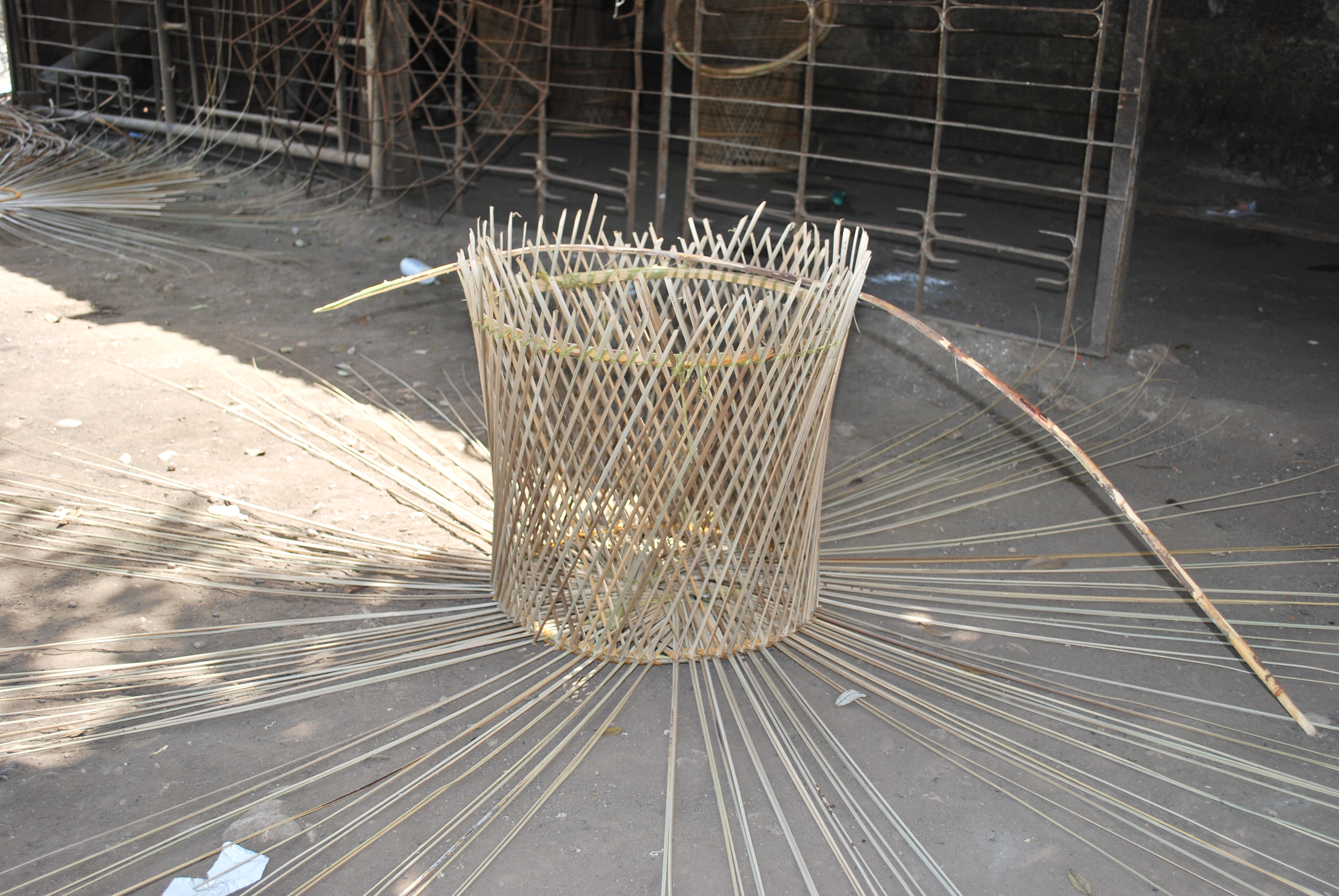
Zwischenschritt
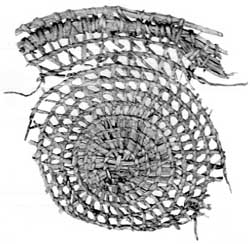
Flechtmuster in einem archäologischen Korbfund
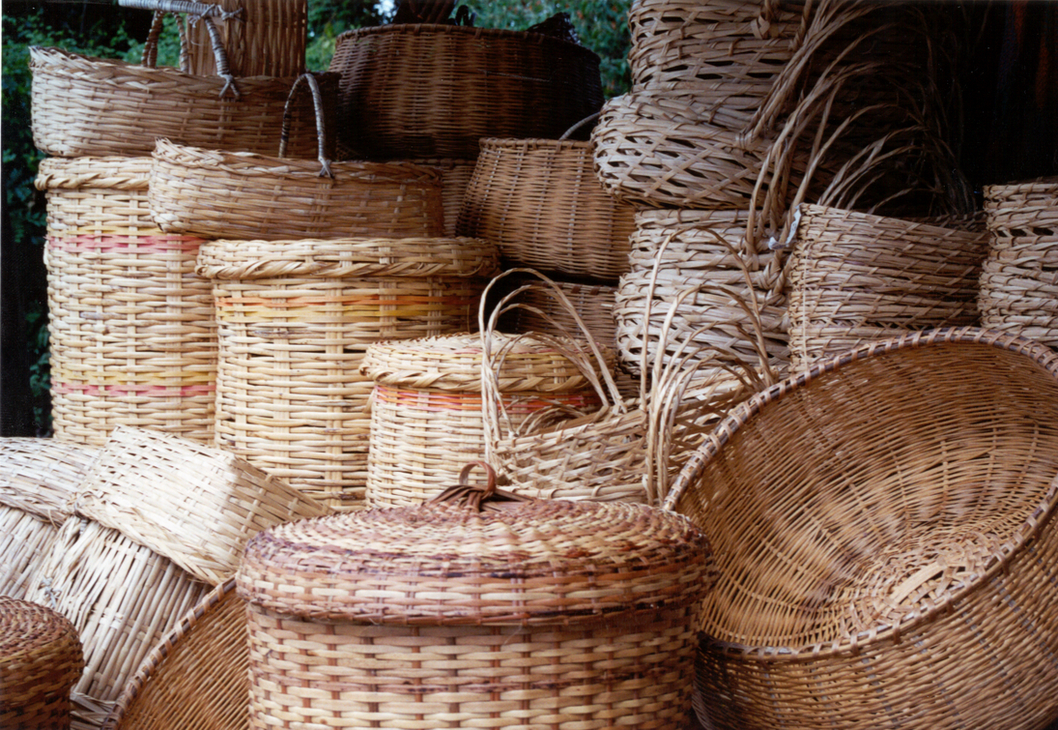
Fertige Körbe

Produktbeispiele
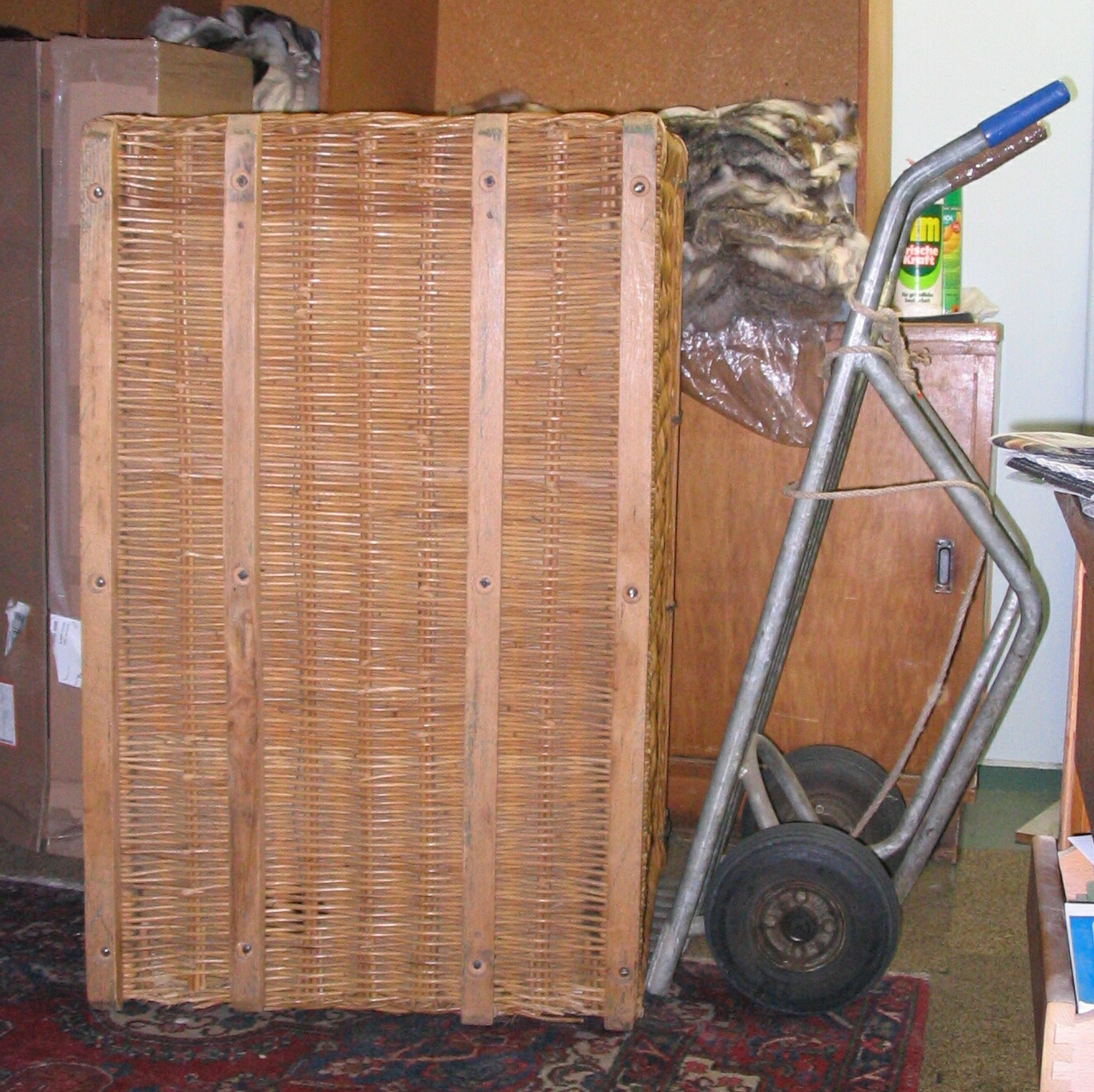
Für große, industrielle Körbe ist die Bezeichnung „Flechte“ gebräuchlich. Hier bei einem Fellhändler. (2009)
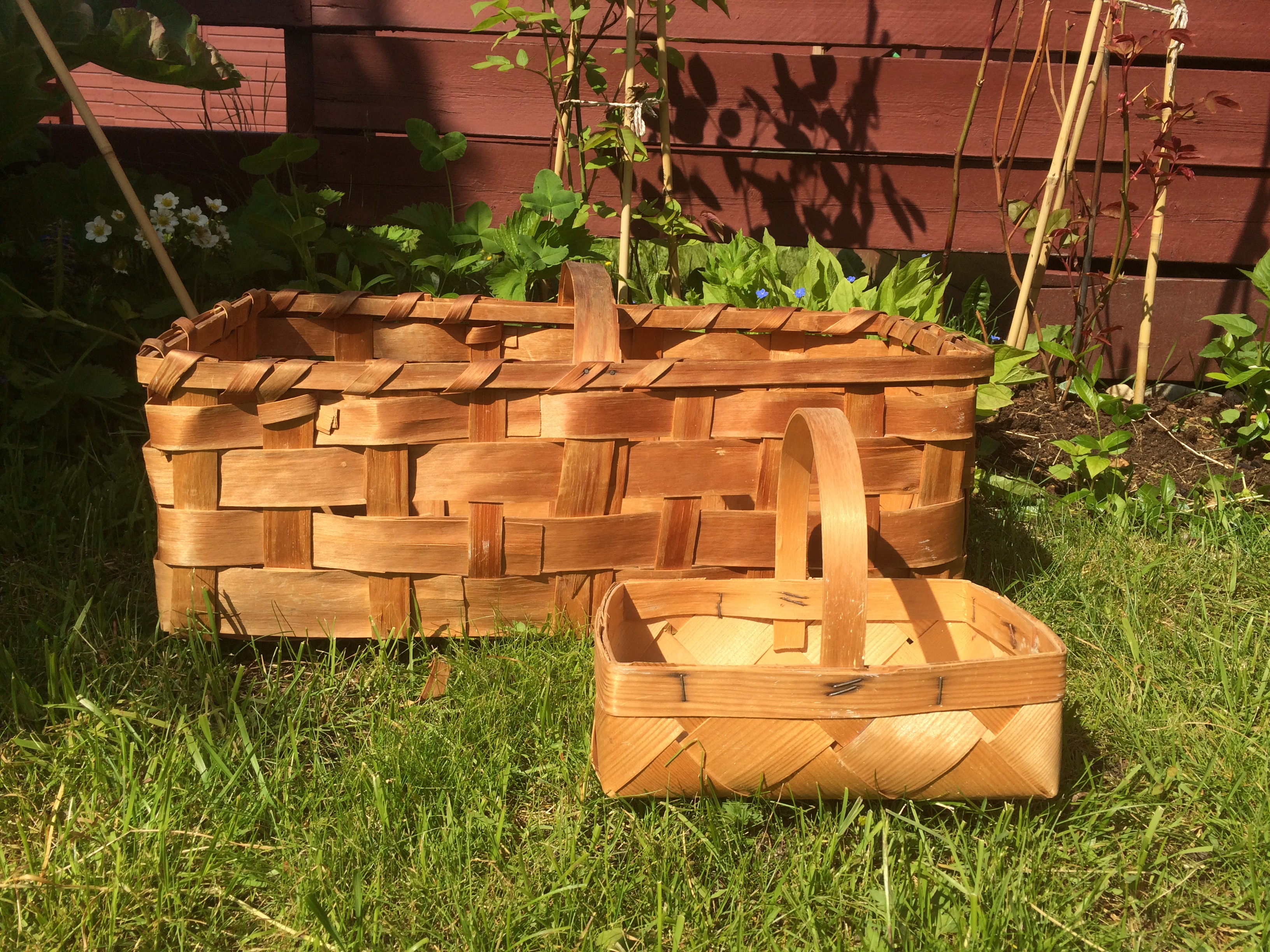
Rechteckige Spankörbe aus Norwegen
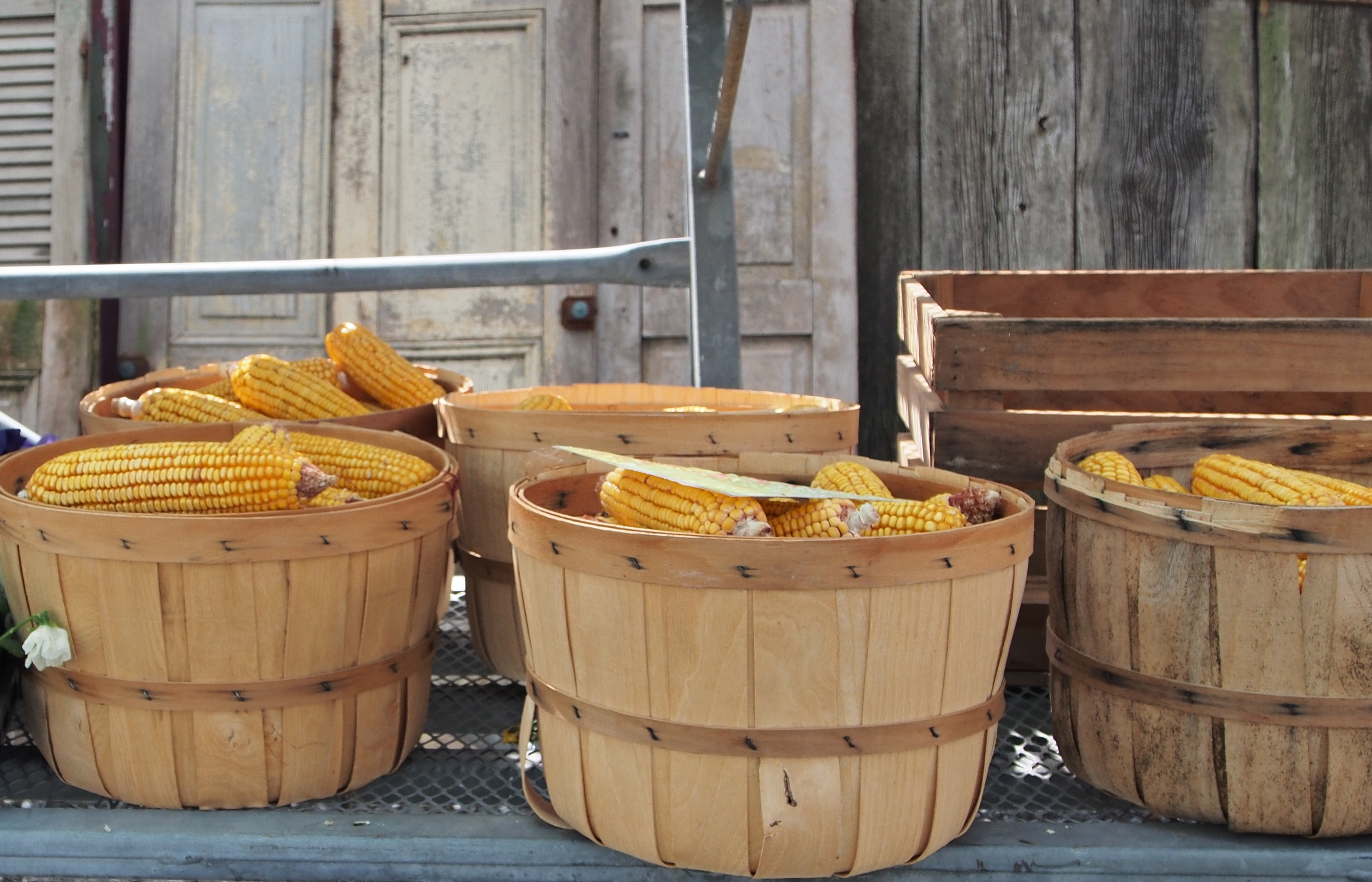
Mit Mais gefüllte runde Spankörbe
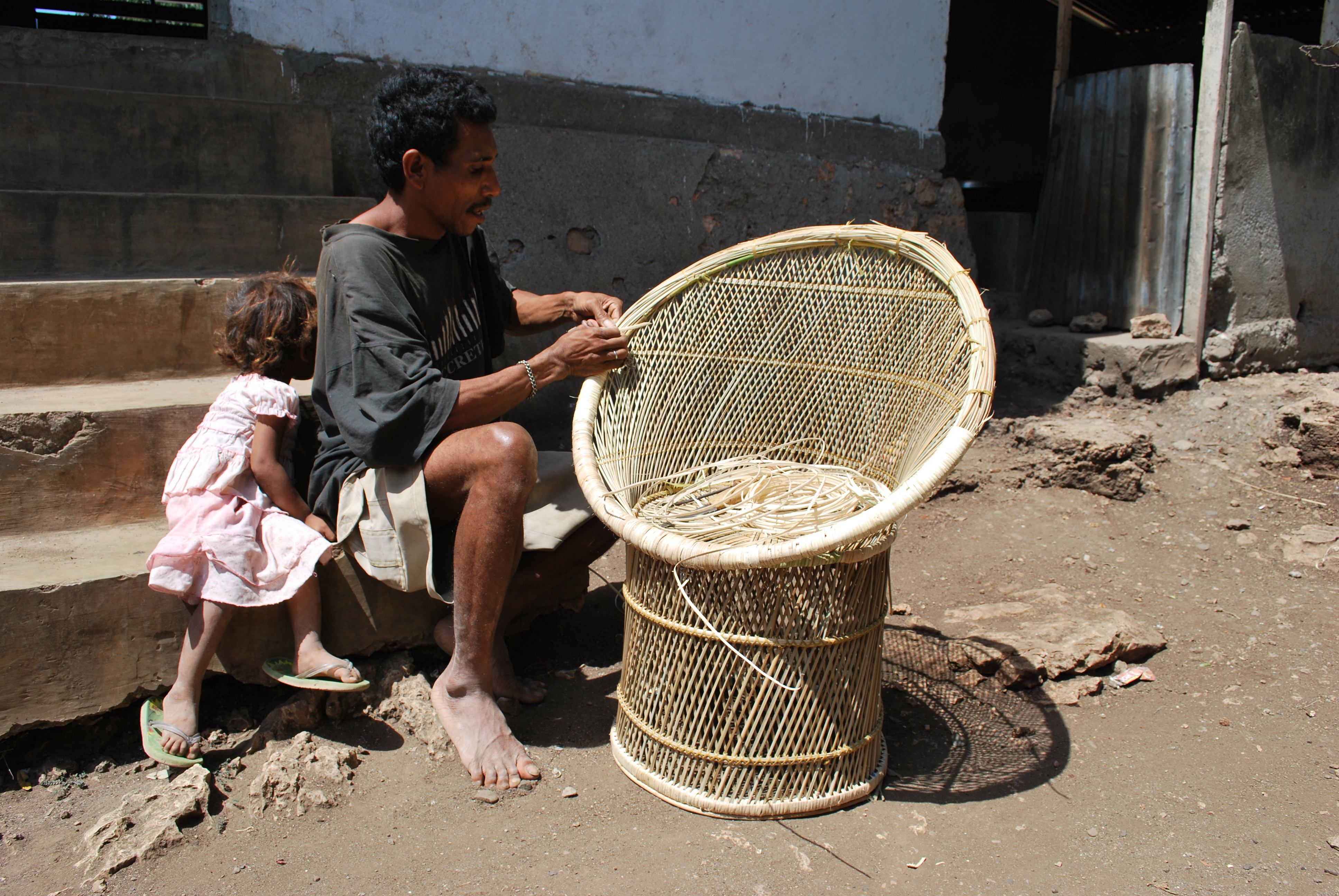
Geflochtener Sessel

## Geschichte

### Korbflechterei

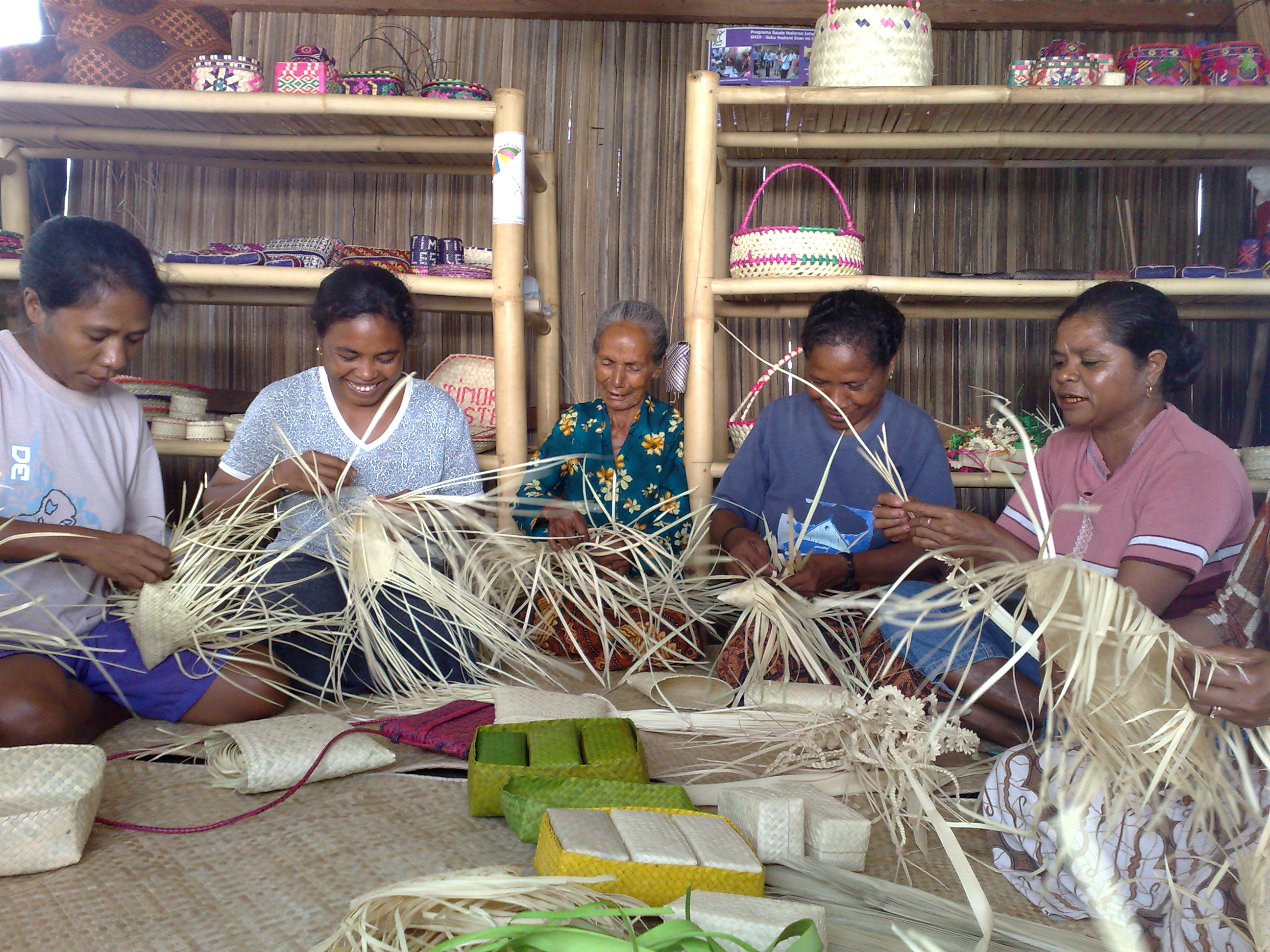
Korbflechter in Osttimor

Reste eines in Wulsttechnik gefertigten Korbes aus der Zeit etwa 10.000 v. Chr. fanden Archäologen im Nahen Osten. Bereits vor etwa 9000 Jahren wurden in Çatalhöyük, einer Siedlung mit mehreren tausend Bewohnern, geflochtene Körbe vielfach verwendet. 5000 Jahre zählende Grabbeigaben in Korbformen fand man 1857 in einer Höhle in Südspanien. In den neolithischen Pfahlbausiedlungen in Auvernier am Neuenburgersee fand man Weidenkörbe. Auch die in Mitteleuropa beheimateten
Kelten beherrschten dieses uralte Handwerk.
Beheimatet war die im Aussterben begriffene Korbwarenherstellung in Deutschland in Berlin, Hamburg, Leipzig, Dresden, im schlesischen Hermsdorf (Liegnitz), in der Rhön, in Bamberg und in Schmalkalden. Sie lieferten besonders feinere Korbwaren. Der Hauptsitz der für den Export arbeitenden Korbwarenindustrie befand sich im Gebiet des oberen Mains, bei Coburg, bei Lichtenfels am Main und im Fichtelgebirge. Im Erzgebirge (Lauter bei Schwarzenberg) wurden besonders Spankörbe hergestellt. In Lichtenfels gibt es heute noch eine Fachschule für Korbflechterei. Die moderne Berufsbezeichnung der Korbflechter ist Flechtwerkgestalter(in).
Vielfach wurden Blinde in der Korbflechterei unterwiesen, um damit in speziellen Heimstätten ihren Beitrag zum Lebensunterhalt zu leisten.

### Handhabung
Mit der Bildung von Löschmannschaften in Form von Pflichtfeuerwehren Anfang des 19. Jahrhunderts wurden auch deren Rechten und Pflichten festgelegt, in der auch die Handhabung von Körben erfolgte. So hatte der Ortsvorstand eine Abteilung rüstiger Männer auszuwählen, welche „unter eigenen Anführern steht, und zum Retten von Menschen, Hausthieren und Effecten bestimmt ist“. Diese Mannschaft hatte sich, „soviel thunlich, mit starken, besonders an den Handhaben gut befestigten geflochtenen Körben, Rettungsschläuchen, Tragbahren, Zubern, Seilen und Brechwerkzeugen“ zu versehen, um Rettungsmaßnahmen durchzuführen. Beispielsweise erließ das Herzogtum Nassau im November 1826 eine solche Verordnung.

## Korbwaren

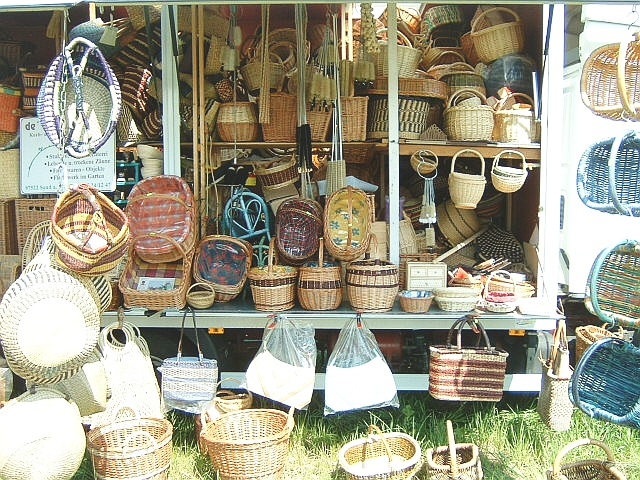
Korbwaren eines fliegenden Händlers

Die Korbflechterei umfasst die verschiedensten Formen von Körben. Außerdem existieren noch Möbel, Kinderwagen, Leuchter, Teppichklopfer, Bilderrahmen und zahlreiche Galanteriewaren, die in der Korbflechttechnik hergestellt werden. Bienenkörbe waren in Wulsttechnik hergestellte Korbwaren.
Ein zum Fischfang verwendeter Korb heißt Reuse.
Ballonkorb:
Die Transportbehälter unter den Gas- und Heißluftballons sind in der Mehrzahl noch heute aus geflochtenem Korbmaterial. Zum einen sind sie dadurch sehr leicht und andererseits verformen sie sich durch die Elastizität bei der Landung und brechen nicht gleich entzwei. Somit kann man erneut starten. Ballonkörbe können bis zu 16 Personen aufnehmen.

## Marginalien
Die angeblich größte handgefertigte Korbvase der Welt steht in Almerswind in Thüringen.

## Redewendungen
- Zur Redewendung jemandem einen Korb geben siehe Hauptartikel bei Einen Korb geben.
- Die Wendung „husch, husch ins Körbchen“, mit dem man Kinder schnell ins Bett bringen will, bezieht sich dabei auf den Korb, in dem ein Haushund oder eine Hauskatze schläft.
- Ebenfalls aus dem Tierreich stammt der Ausdruck „Hahn im Korb“, der sich auf einen Mann bezieht, der sich in überwiegend weiblicher Gesellschaft befindet. Da sich im Hühnerstall oder im Korb, in dem die Hühner zum Markt getragen wurden, meist nur ein Hahn befand, entstand diese Redewendung.

## Film
- Isa Kilwink: Handwerkskunst! Wie man einen schönen, schiefen Korb flechtet, SWR Fernsehen – Landesschau vom 3. Januar 2017 Rheinland-Pfalz (YouTube vom 17. Juli 2018)